# Enis Maci

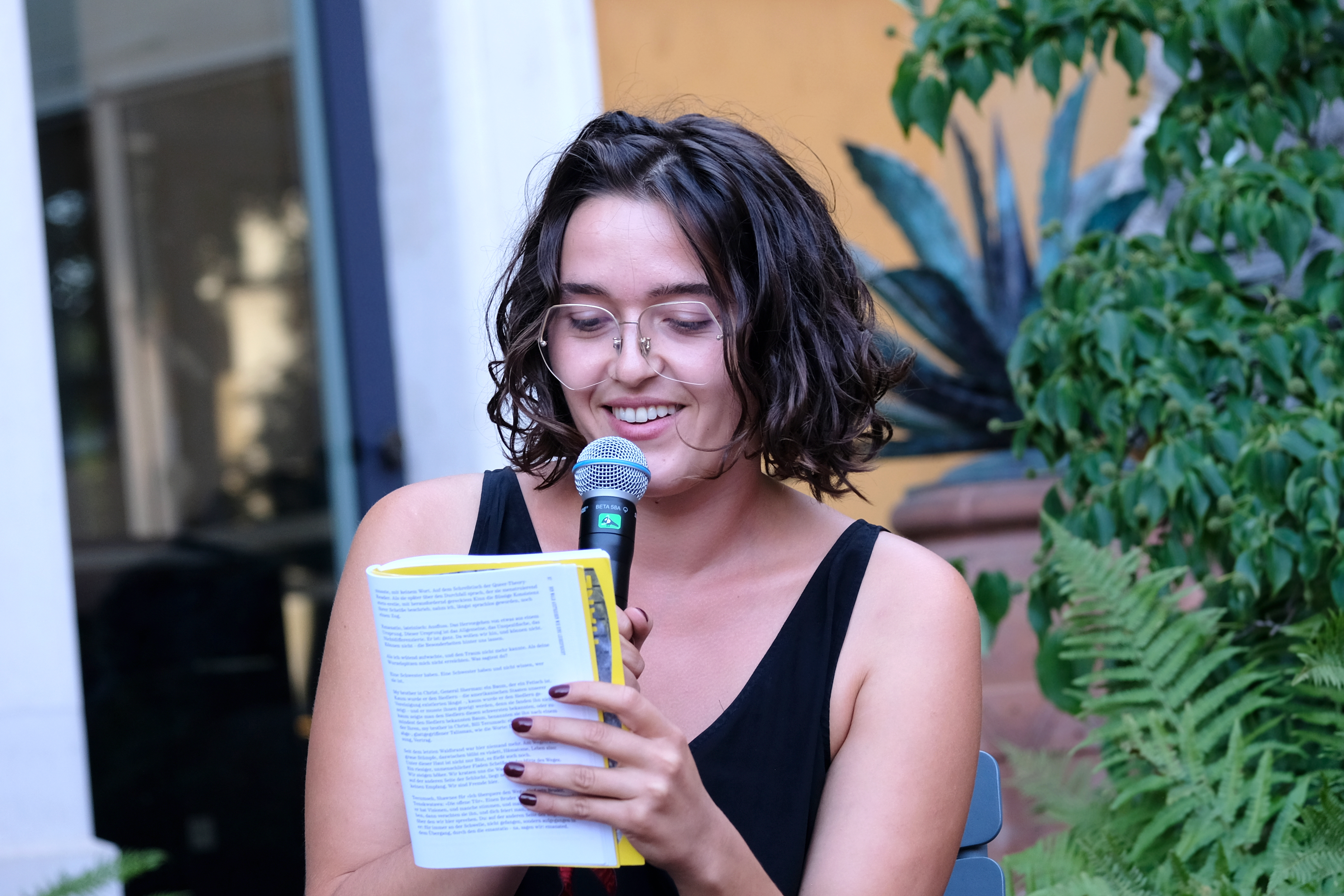
Enis Maci (2022)

Enis Maci (geboren 1993 in Gelsenkirchen) ist eine deutsche Essayistin und Dramatikerin.

## Leben
Maci studierte Literarisches Schreiben am Deutschen Literaturinstitut in Leipzig und erwarb dort den Bachelor of Arts. Im Jahr 2015 war sie unter den Nominierten für den Osnabrücker Dramatikerpreis. Im Jahr 2017 erwarb Maci einen Master-of-Science-Abschluss in Kultursoziologie an der London School of Economics.
Zur Frankfurter Buchmesse erschien 2018 ihr Essayband Eiscafé Europa im Suhrkamp Verlag. Die Süddeutsche Zeitung beschrieb den Band als „ein wildes Riff, an dem sich alles Mögliche anlagert: Die Artikeldiskussionen der Wikipedia, Sprache und Mythen ihrer albanischen Familie, die Auftritte junger Identitärer, die eigene Jugend in Gelsenkirchen, bemerkenswert unbekannte Dichter ...“
Schon zuvor hatte die Autorin zwei Dramen veröffentlicht und eigene Arbeiten szenisch umgesetzt. Das im Rahmen einer Schreibwerkstatt am Maxim-Gorki-Theater Berlin entstandene Stück Lebendfallen erlebte am 9. März 2018 am Schauspiel Leipzig seine Uraufführung unter der Regie von Thirza Bruncken. Die Inszenierung wurde von mehreren Theaterkritikern als verunglückt beschrieben, was indes nicht am Autorentext gelegen habe. Ihr Stück Mitwisser wurde mit dem Hans-Gratzer-Stipendium des Schauspielhauses Wien ausgezeichnet und in der Regie von Pedro Martins Beja am 24. März 2018 im Schauspielhaus Wien uraufgeführt. Das Stück verbindet antike Tragödie mit aktuellen Kriminalfällen und handelt ungewöhnlicherweise zuvorderst nicht von den Tätern und Opfern, sondern von deren Umfeld.
Während der Spielzeit 2018/19 war Maci Hausautorin am Nationaltheater Mannheim und lud alle zwei Monate zur Veranstaltungsreihe „Steinbruch der Leidenschaften“ im „Studio“ ein. Ihr Stück Mitwisser war dort in der Regie von Nick Hartnagel zu sehen. Es wurde zu den Mülheimer Theatertagen 2019 eingeladen.
Maci erhielt 2019 vom Freistaat Bayern ein Stipendium für das Internationale Künstlerhaus Villa Concordia in Bamberg.
In der Jury-Begründung zum Literaturpreis Text & Sprache 2019 heißt es über Maci, sie führe „auf mitreißende Weise vor, wie man die eigene ästhetische und politische Position aus der medialen Informationsflut filtern und mit multimedialen Hilfsmitteln aktuell und definiert halten kann, ohne unterzugehen“.
Macis Stück Wunde R, eine Auftragsarbeit für die Münchner Kammerspiele, wurde im Juni 2020 uraufgeführt.
In der Preisbegründung der Jury für die Zuerkennung des mit 10 000 Franken dotierten Zürcher Max Frisch–Förderpreises 2022 wird hervorgehoben, sie schreibe "gleichermaßen gegenwärtig und geschichtsbewusst" über Individualität in der globalen Zeitgeschichte des 21. Jahrhunderts.

## Werke
- Eiscafé Europa, Essays, edition suhrkamp, Berlin 2018, ISBN 978-3-518-12726-1[12]
- Lebendfallen, Drama, UA im März 2018 am Schauspiel Leipzig, Suhrkamp Insel Theater Verlag[13]
- Mitwisser, Drama, UA im März 2018 am Schauspielhaus Wien, Suhrkamp Insel Theater Verlag
- Autos, Drama, UA im Januar 2019 am Schauspielhaus Wien, Suhrkamp Insel Theater Verlag
  - Autos, Hörspiel nach dem Theaterstück von E. Maci, Radiofassung und Regie: Giuseppe Maio, Produktion: Deutschlandfunk Kultur 2019, Länge: 77'19 Minuten.[14]
- Bataillon, Drama, UA am 23. Januar 2020 im Nationaltheater Mannheim[15]
- Wunde R, Drama, UA am 15. Juni 2020 in den Münchner Kammerspielen, Regie: Felix Rothenhäusler[16]
- Filamentous Magic Carpets, März, Berlin 2022, ISBN 978-3-7550-5014-8
- Wunder, Suhrkamp Theater, Berlin 2023, ISBN 978-3-518-43030-9[17]

- Karl May, Drama, geschrieben und inszeniert von Enis Maci und Mazlum Nergiz, UA am 16. Dezember 2023 in den Prater Studios der Berliner Volksbühne, Dauer 1 Stunde 30 Minuten, keine Pause.[18]
- Karl May, Essay-Biografie, mit Mazlum Nergiz, edition suhrkamp, Berlin 2024, ISBN 978-3-518-12806-0
- Pando, mit Pascal Richmann, Suhrkamp, Berlin 2024, ISBN 978-3-518-43193-1
- Kein Tier. So Wild. Drehbuch zum Film, 2025, zusammen mit Burhan Qurbani[19]

## Auszeichnungen
- 2010: Förderpreis des Literaturbüros Ruhr
- 2013: Treffen junger Autor*innen[20]
- 2015: Nominierung für den Osnabrücker Dramatikerpreis[21][1]
- 2017: Hans-Gratzer-Stipendium für den Entwurf zu Mitwisser[2]
- 2018: „Nachwuchsautor des Jahres“ der Theaterkritikerumfrage der Zeitschrift Theater heute (gemeinsam mit Thomas Köck)
- 2019: Literaturpreis „Text & Sprache“ des Kulturkreises der deutschen Wirtschaft[22]
- 2019/2020: Stipendium des Internationalen Künstlerhauses Villa Concordia[23]
- 2020 Literaturpreis Ruhr für ihren Essayband Eiscafé Europa[24]
- 2022 Max Frisch-Förderpreis